# Renate Holland-Moritz

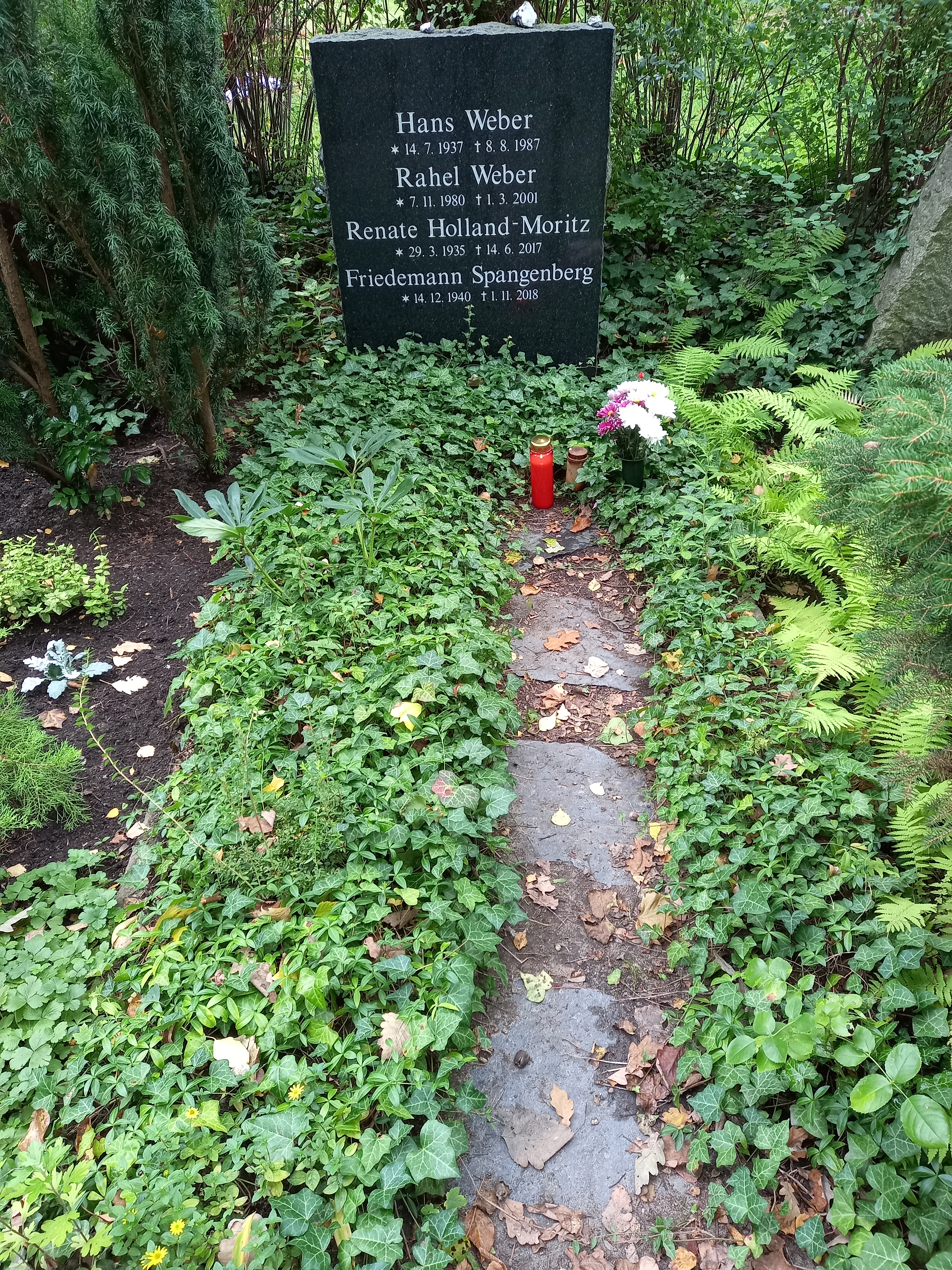
Das Grab von Renate Holland-Moritz und ihrem zweiten Ehemann Friedemann Spangenberg auf dem Zentralfriedhof Friedrichsfelde in Berlin

Renate Holland-Moritz, eigentlich Renate Spangenberg, geborene Holland-Moritz, geschiedene Kusche (* 29. März 1935 in Berlin; † 14. Juni 2017 ebenda) war eine deutsche satirische Schriftstellerin, Journalistin und Filmkritikerin. Ihre Rezensionen als Kino-Eule im Satiremagazin Eulenspiegel zwischen 1960 und 2015 machten sie bekannt. Holland-Moritz gilt als die am längsten aktive Filmkritikerin der Welt.

## Leben und Leistungen
Renate Holland-Moritz wurde als Tochter des Zangenmachers Oskar Holland-Moritz und seiner Frau Lucie, einer Artistin des Berliner Wintergartens, in Berlin-Wedding geboren, wuchs aber im Heimatort des Vaters in Steinbach-Hallenberg auf. Schon frühzeitig interessierte sie sich für Literatur und Film. Nach nicht abgeschlossenem Oberschulbesuch begann sie als Volontärin und Assistentin bei verschiedenen Berliner Tageszeitungen, war kurzzeitig Redakteurin und dann freischaffende Journalistin.
Ab 1956 war sie freiberufliche Mitarbeiterin des Satiremagazins Eulenspiegel. Ab 1960 veröffentlichte sie dort unter dem Titel Kino-Eule Filmkritiken, die aufgrund ihres Witzes und zuweilen ihrer Bissigkeit Kultstatus hatten und haben. In der DDR-Zeit konnte sie darin ihre Meinung ohne Zensureinflüsse veröffentlichen. 1978 erhielt sie den Goethe-Preis der Stadt Berlin. Mit dem Eulenspiegel 04/2015 verabschiedete sich Holland-Moritz nach ihrem 80. Geburtstag als Filmkritikerin von ihren Lesern.
Renate Holland-Moritz hat neben ihren wöchentlichen Filmkritiken eine Vielzahl satirischer Erzählungen im Magazin „Eulenspiegel“ veröffentlicht. Zu ihrem Lebenswerk zählen weiterhin 20 Bücher, von denen zwei vom DDR-Fernsehen und eines durch die DEFA verfilmt wurden. Drei ihrer Bücher sind Gemeinschaftsarbeiten mit ihrem damaligen Ehemann, dem Schriftsteller und Journalisten Lothar Kusche, entstanden. Viele ihrer Bücher wurden im Eulenspiegel Verlag veröffentlicht.
Renate Holland-Moritz wurde am 7. Juli 2017 in der Gräberzeile der Künstler und Schriftsteller  des Zentralfriedhofs Friedrichsfelde in Berlin-Lichtenberg beigesetzt.

## Rezeption
Der Filmkenner und Autor Knut Elstermann, der seit 1997 auf Radio Eins das Filmmagazin 12 Uhr mittags moderiert und die Berlinale reflektiert, wurde 1960 geboren – in diesem Jahr veröffentlichte Holland-Moritz ihre erste Filmkritik im Eulenspiegel. Er schrieb über sie im März 2015:

„Durch Renate Holland-Moritz’ Texte habe ich überhaupt erst mal gelernt, was Filmkritik ist, denn das waren die ersten Filmkritiken, die ich bewusst gelesen habe, im 'Eulenspiegel', also die Kino-Eule hatte für mich absolute Verbindlichkeit, was sie empfohlen hat, hab ich gesehen, was sie abgelehnt hat, hat mich nicht interessiert. Später hab ich dann noch die große Freude gehabt, Renate Holland-Moritz selbst kennenzulernen, erst mal mit großer Ehrfurcht, die – ja – Göttin der deutschen Filmkritik, aber ich hab sehr schnell gemerkt, dass sie vollkommen unprätentiös ist, dass sie zu jungen Leuten, was ich damals eben war, zu Berufsanfängern überhaupt keine Herablassung zeigt.“

In der Berliner Zeitung schrieb Ralf Schenk über sie:

„Holland-Moritz argumentierte in ihren Rezensionen ‚nie vom hohen Ross der feinsinnigen Ästhetin‘, sondern fragte nach inhaltlicher Substanz und Plausibilität, nach Handwerk und moralischem Credo. Sie schrieb Kritiken mit Bodenhaftung klar im Urteil, ohne pseudophilosophische Herumschwiemelei, pointiert mit berlinerischem Witz und Verstand, bis aufs Komma ausgefeilt.“

## Arbeiten

### Publikationen
- Das Phänomen Mann (1959), mit Zeichnungen von Kurt Klamann und Vignetten von John Stave
- David macht, was er will (1965), Kinderbuch, gemeinsam mit Lothar Kusche, mit Illustrationen von Erich Schmitt
- Das Durchgangszimmer (1967), Erzählung
- Guten Morgen, Fröhlichkeit und andere Geschichten (1967), gemeinsam mit Lothar Kusche
- Graffunda räumt auf (1969), Erzählung, mit Illustrationen von Manfred Bofinger
- Ein Vogel wie du und ich und andere Geschichten (1971), gemeinsam mit Lothar Kusche
- An einem ganz gewöhnlichen Abend (1973), Erzählung
- Der Ausflug der alten Damen (1975), Erzählungen
- Bei Lehmann hats geklingelt (1978), Geschichten
- Klingenschmidts Witwen (1980), Erzählung
- Die Eule im Kino. Filmkritiken (1981), mit Illustrationen von Manfred Bofinger
- Die schwatzhaften Sachsen (1982), Erzählungen
- Die tote Else. Ein wahrhaftiges Klatschbuch (1986)
- Ossis, rettet die Bundesrepublik! (1993), Anthologie, mit Illustrationen von Manfred Bofinger
- Die Eule im Kino. Neue Filmkritiken (1994), mit Illustrationen von Manfred Bofinger
- Die Macht der Knete. Freche Kindergeschichten für Erwachsene (1994), Anthologie
- Angeschmiert und eingewickelt. Darüber lachte man in der DDR während der fünfziger und sechziger Jahre (1996), Anthologie, mit Illustrationen von Manfred Bofinger
- Der Trickbetrüger. Darüber lachte man in der DDR während der siebziger und achtziger Jahre (1996), Anthologie, mit Illustrationen von Manfred Bofinger
- Die tote Else lebt. Wahrhaftige Klatschgeschichten aus fünf Jahrzehnten (1997), Anthologie
- Die Eule im Kino. Neue Filmkritiken 1991 bis 2005 Dietz, Berlin 2005, ISBN 3-320-02065-X.

### Drehbücher
- Der Mann, der nach der Oma kam (DEFA 1972), nach Graffunda räumt auf
- Florentiner 73 (DFF 1972), nach Das Durchgangszimmer
- Eine Stunde Aufenthalt (DFF 1975)

### Tonträger
- Die schwatzhaften Sachsen (1981), Autorenlesung (Mitschnitt einer öffentlichen Veranstaltung 1980), Deutsche Schallplatten Berlin (Litera)

## Dokumentarfilm 2016
- Zeitzeugengespräch: Renate Holland-Moritz, FTV Fischer-Teubner Film- & Fernsehproduktion, 142 Min., Farbe, 2016. Kurz vor ihrem Tod spricht Renate Holland-Moritz zu ihrem Leben; u. a. auch zu ihrer jahrzehntelangen, in der DDR mit spitzer Feder geschriebenen, scharfzüngig−frechen[8].Kino-Eule im Eulenspiegel[9].